# والتر گروس (بازیگر)
والتر گروس (انگلیسی: Walter Gross; ۵ فوریهٔ ۱۹۰۴ – ۱۷ مهٔ ۱۹۸۹) هنرپیشه اهل آلمان بود.
از فیلم‌ها یا برنامه‌های تلویزیونی که وی در آن نقش داشته‌است می‌توان به بل آمی، آخرین نفر اشاره کرد. وی از سال ۱۹۳۳ تا ۱۹۸۹ در بیش از صد فیلم ظاهر شد.

## زندگی‌نامه
در مدرسه نمایشی تئاتر آلمان برلین تحصیل کرد. بعد از اولین بازی خود در سال ۱۹۲۶، او بیشتر شخصیت‌های خنده دار را مجسم کرد. او همچنین نقش‌های حمایتی را در این فیلم به عهده گرفت، جایی که در بیش از ۱۵۰ اثر از سال ۱۹۳۳ ظاهر شد.